# Montreuil-sur-Thonnance
Montreuil-sur-Thonnance är en kommun i departementet Haute-Marne i regionen Grand Est (tidigare regionen Champagne-Ardenne) i nordöstra Frankrike. Kommunen ligger i kantonen Poissons som tillhör arrondissementet Saint-Dizier. År 2022 hade Montreuil-sur-Thonnance 65 invånare.

## Befolkningsutveckling
Antalet invånare i kommunen Montreuil-sur-Thonnance
| Referens: INSEE |